# Monica Lamb
Monica Lamb, coniugata Powell (Houston, 11 ottobre 1964), è un'ex cestista statunitense, professionista nella WNBA.

## Carriera
È stata selezionata dalle Houston Comets al quarto giro del Draft WNBA 1998 (40ª scelta assoluta).
Con gli Stati Uniti ha disputato le Universiadi di Edmonton 1983.

## Palmarès
- 2 volte campionessa WNBA (1998, 2000)